# Calcíope (filla de Rexènor)
Segons la mitologia grega, Calcíope (en grec antic: Χαλκιόπη) va ser una filla de Rexènor (o de Calcodont) i la segona esposa d'Egeu, rei d'Atenes. La primera esposa va ser Meta, filla d'Hoples.
Com que Calcíope no li donava fills, el seu marit Egeu va anar a Delfos a consultar l'oracle, i en tornar, de pas per Trezè, es va allitar amb Etra, filla del rei Piteu, que la va convèncer de fer-ho, i amb la qual va tenir Teseu. Piteu havia interpretat l'oracle, que Egeu no va entendre.